# Lenda da Dama Pé-de-Cabra
A Lenda da Dama Pé-de-Cabra é uma lenda de Portugal.
Transmitida oralmente desde o século XI, a lenda foi registada pela primeira vez no Livro de Linhagens do Conde D. Pedro do século XIV, sendo compilada por Alexandre Herculano no livro Lendas e Narrativas (1851), tornando-se essa a versão mais popular. Outras versões revelam diferentes histórias de mulheres com pés de cabra, tais como uma escrita em inglês, da autoria do Visconde de Figanière, publicada em poema e em cinco cantos, conhecida como Elva: a story of the dark ages (Londres, 1878), ou ainda a lenda de Marialva.

## Lenda
D. Diogo Lopes, nobre senhor da Biscaia, caçava nos seus domínios, quando foi surpreendido por uma mulher que cantava sob uma pedra. Ao vê-la, ofereceu-lhe o seu coração, as suas terras e os seus vassalos se com ele se casasse, contudo a dama rejeitou as suas oferendas, impondo-lhe como única condição para o matrimónio que este nunca mais se benzesse, ao que ele acatou. De noite, no seu castelo, D. Diogo apercebeu-se que a dama por quem se havia apaixonado tinha os pés forcados como os de uma cabra. No entanto, esse facto não impediu o casal de viver em paz e união durante largos anos, sendo fruto do seu casamento D. Inigo Guerra e Dona Sol.
Um dia, após uma caçada, durante um grandioso jantar em que toda a família estava reunida, D. Diogo premiou Silvano, o seu grande alão, com um grande osso, quando este foi inesperadamente atacado pela podenga preta de sua mulher que o matou para se apoderar do pedaço de javali. Surpreendido com tal violência e meio embriagado, D. Diogo benzeu-se e exclamou que tal coisa só podia ser "coisa de Belzebu". A Dama de Pé de Cabra deu um grito, como se estivesse a ser queimada, e começou a elevar-se no ar. Os seus olhos tornaram-se brilhantes, a sua pele negra, os seus cabelos eriçados e as unhas em garras. Enraivecida, pegou na sua filha e começou a aproximar-se de D. Inigo, tentando-o também agarrar. Tentando proteger o seu filho, D. Diogo exclamou “Jesus, santo nome de Deus!” e fez o sinal da cruz. Mais uma vez, a dama soltou um grito de dor, elevando-se mais alto no ar, saindo depois com a filha chorosa por uma janela para nunca mais serem vistas.
Desde então, D. Diogo tornou-se carrancudo e triste, tendo sido excomungado pelo seu enlace com a misteriosa dama. Recebendo como penitência a missão de guerrear os mouros por tantos anos quanto vivera em pecado, partiu para a guerra e ficou cativo em Toledo, anos mais tarde. Sem saber como resgatar o pai, D. Inigo resolveu procurar a mãe que se tornara, segundo uns, numa fada, segundo outros, numa alma penada, cujas histórias eram conhecidas há mais de cem anos. Segundo a lenda, Argimiro o Negro, um ilustre conde que possuía em tempos aquelas terras, havia prometido no leito de morte do seu pai, nunca matar uma fera com crias ou no seu covil, fosse esta criatura um javali, urso ou outra qualquer. Contudo, certo dia, durante uma montaria em que não encontrava caça, entrou numa caverna e matou um onagro que protegia as suas crias. Imediatamente, Argimiro ouviu uma voz misteriosa que lhe disse que pelas suas acções ficaria desonrado, mas não fez caso. Pouco tempo depois, o conde partiu para a guerra e deixou a sua esposa no castelo. Quando regressou, descobriu que a bela condessa encontrava-se às escondidas com Astrigildo o Alvo, um nobre gardingo, que era guiado todas as noites por um onagro ao seu encontro. Furioso, matou-os, ouvindo de seguida a mesma misteriosa voz dizer “Por ti ficaram órfãos os filhinhos do onagro, mas por via do onagro ficaste, oh conde, desonrado. Foste cru com as pobres feras: Deus acaba de vingá-las”. Desde então as almas da condessa e do gardingo apareciam na Biscaia: ela vestida de branco e vermelho, sentada num pedra enquanto cantava, e ele por perto, na forma de um onagre.
Na serra, acompanhado por Tárik, o seu mastim predilecto, D. Inigo encontrou a Dama de Pé de Cabra que decidiu ajudar o filho, com a condição de este aguardar um ano pelo término da penitência de seu pai e a promessa de lhe dar Pardalo, um onagre, começando de seguida a lançar um feitiço que fez D. Inigo adormecer profundamente por mais de um ano. Ao acordar, o cavaleiro sem saber quanto tempo havia passado, partiu de imediato com a criatura até chegar a Toledo. No meio de uma terrível e escura tempestade, atravessaram as muralhas da cidade e entraram na prisão, onde o onagre abriu a porta da cela com um coice. Pai e filho cavalgaram em fuga, quase como se voassem, contudo, no caminho, encontraram um cruzeiro de pedra que fez o animal estacar. A voz da Dama de Pé de Cabra fez-se ouvir e instruiu o onagro a evitar a cruz. Ao reconhecer a voz, depois de tantos anos e sem saber da aliança do filho com a mãe, D. Diogo exclamou “Santo Nome de Cristo!” e benzeu-se, o que fez com que o onagro os cuspisse da sela, a terra tremesse e abrisse, deixando ver o fogo do Inferno, que engoliu o animal nas suas profundezas. Com o susto, pai e filho desmaiaram. Quando retomaram os sentidos, nenhum vestígio restava do que ali se passara e os dois caminharam até à aldeia de Nustúrio, onde foram recebidos e cuidados no castelo de D. From.
D. Diogo, nos poucos anos que ainda viveu, ia todos os dias à missa e todas as semanas se confessava. D. Inigo morreu velho, nunca mais entrou numa igreja e crê-se que tinha um pacto com o Diabo, pois, a partir de então, não havia batalha que não vencesse.

## Outras versões

### Lenda de Marialva
Na atual região da Beira Alta, em Marialva, concelho de Mêda, contava-se que vivia há muitos séculos uma donzela muito formosa e que, certo dia, um nobre encantado com a sua beleza e querendo desposá-la encomendou os serviços de um sapateiro pedindo-lhe que fizesse uns sapatos para a donzela em questão. Como se tratava de uma surpresa o sapateiro teria de arranjar uma maneira de conseguir fazer um molde dos pés da donzela para acertar no tamanho do pé sem que esta desse por isso. Durante a noite, espalhou farinha aos pés da cama da donzela para que quando esta se levantasse, deixasse a marca na farinha espalhada no chão, contudo na manhã seguinte constatou que a forma deixada no chão era a de "pés de cabra". Apesar do seu espanto, o sapateiro fez uns sapatos adequados. Quando o nobre entregou o presente à donzela, esta com o desgosto de saber que já todos sabiam do seu defeito, atirou-se da torre do castelo de Marialva. Segundo a lenda, a donzela chamava-se Maria Alva.

## Adaptações na Cultura Popular

#### Cinema
Em 1989, foi realizado o filme "A Maldição de Marialva", por António de Macedo, livremente baseado na lenda portuguesa da Dama Pé de Cabra, com argumento de João Palma Ferreira e António de Macedo, fotografia de José Luís Carvalhosa, direcção artística de Eduardo Cruzeiro, música de António de Sousa Dias e Constança Capdeville, e um elenco de luxo com Lídia Franco, Carlos Daniel, Julie Sargeant, Raquel Maria, Carlos Santos, Catarina Avelar, Natália Luiza, Manuela Cassola, Paulo Matos e José Eduardo, entre muitos outros. Estreado em 1991, foi nomeado para a categoria de melhor filme no Festival Internacional de Cinema do Porto - Fantasporto, e ainda hoje em dia representa um importante marco na história do cinema nacional, sendo o único filme português de fantasia ambientado no Condado Portucalense durante a Idade Média.

#### Televisão
Em 2004, o programa brasileiro Sítio do Picapau Amarelo dedicou um episódio à figura da Dama dos Pés de Cabra, contando no elenco principal com os atores portugueses Maria João Bastos, Julie Sergeant e Pedro Górgia. A personagem principal é a princesa Isabel, a quem a bruxa, mãe do seu namorado e ciumenta do amor do filho para com ela, transforma os pés humanos em pés de cabra para que a princesa seja considerada um demónio.
No programa infantil Zig Zag, a história da Dama de Pé de Cabra e de D. Diogo da Biscaia foi retratada numa pequena curta-metragem de animação para a rúbrica Mitos e Lendas.

## Lista de Referências
1. ↑  Nunes, Irene Freire (1 de julho de 2010). «Mulheres Sobrenaturais no Nobiliário Português – a Dama Pé de Cabra e a Dona Marinha». Medievalista. Online (8). ISSN 1646-740X. doi:10.4000/medievalista.462. Consultado em 5 de setembro de 2023
2. ↑  Herculano, Alexandre (7 de dezembro de 2012). A Dama do Pé de Cabra. [S.l.]: Atlântico Press. ISBN 9789898373144
3. ↑  Fugelso, Karl (2022). Studies in Medievalism XXXI: Politics and Medievalism (Studies) III (em inglês). [S.l.]: Boydell & Brewer
4. ↑  Pavanelo, Luciene Marie; Oliveira, Paulo Motta (15 de dezembro de 2020). A História portuguesa na narrativa oitocentista: de Herculano ao fin-de-siècle. [S.l.]: Oficina Raquel
5. ↑  Santos, Amanda Basilio; Brahm, José Paulo Siefert (7 de maio de 2019). Morte e Simbolismo na Cultura Ocidental. [S.l.]: BasiBooks
6. ↑  Vários (1 de agosto de 2018). Grandes Clássicos para jovens leitores. [S.l.]: Leya
7. ↑  Messias, Adriano (27 de setembro de 2022). Todos os monstros da Terra: Bestiários do cinema e da literatura. [S.l.]: Editora Blucher
8. ↑  Religiosa, Universidade Católica Portuguesa Centro de Estudos de História (1998). Cristianização na época medieval. [S.l.]: CEHR-UCP. ISBN 9789728361136
9. ↑  «Lenda da Dama Pé-de-Cabra». Fronteiras do Desconhecido
10. ↑  Vasconcellos, José Leite de (1882). Tradições populares de Portugal. [S.l.]: Livraria portuense de Clavel & c.a
11. ↑  Boëchat, Maria Cecília; Oliveira, Paulo Motta; Oliveira, Silvana Pessôa de (2000). Romance histórico: recorrências e transformações. [S.l.]: FALE/UFMG. ISBN 9788587470140
12. ↑  Herculano, Alexandre (1865). A dama pé-de-cabra (seuclo XI) O bispo negro (1130) A morte do lidador (1170) O parocho da aldeia (1825) De Jersey a Granville (1831). [S.l.]: Em Casa da Viuva Bertrand
13. ↑  Ortiz, Antonio Romero (1870). La Literatura Portuguesa en el siglo XIX, Estudio literario por Antonio Romero Ortiz (em espanhol). [S.l.]: Tip. de Gregorio Estrada
14. ↑  «Aldeia Histórica de Marialva reaviva a lenda de Maria Alva Pés de Cabra em três dias de grande animação». Aldeias Históricas de Portugal. 12 de julho de 2019. Consultado em 3 de dezembro de 2023
15. ↑  «Marialva, o planalto das Lendas». Jornal o Interior. 27 de novembro de 2008. Consultado em 3 de dezembro de 2023
16. ↑  Público. «A Maldição de Marialva». Cinecartaz
17. ↑  BARROS, Eurico de. «"É como se o António de Macedo tivesse ficado invisível"». Observador
18. ↑  «Nova Casa Portuguesa: A Maldição de Marialva». Nova Casa Portuguesa
19. ↑  «A Maldição de Marialva – Elenco e Equipe». MUBI
20. ↑  «Atriz portuguesa volta à Globo após dez anos e diz que ainda é reconhecida no Brasil - Patrícia Kogut, O Globo». Patrícia Kogut. 19 de julho de 2014. Consultado em 3 de dezembro de 2023
21. ↑  Rinaldi, Azzurra (1 de janeiro de 2020). «A DAMA PÉ DE CABRA : SOBREVIDA DE UMA PERSONAGEM MEDIEVAL». Dinâmicas da personagem - Colóquio Figuras da Ficção 5. Consultado em 3 de dezembro de 2023